# Elecciones estatales de Guerrero
Las Elecciones estatales de Guerrero son los procesos electorales por los cuales se renuevan los poderes de elección popular, que son el Gobernador de Guerrero, los Ayuntamientos y  la Cámara de Diputados. 

## Procesos electorales
| Año  | Fecha                        | Elecciones Guerrero                                      |
| ---- | ---------------------------- | -------------------------------------------------------- |
| 2021 | 6 de julio                   | Elecciones estatales de Guerrero de 2021                 |
| 2018 | 1 de julio                   | Elecciones estatales de Guerrero de 2018                 |
| 2015 | 7 de junio / 29 de noviembre | Elecciones estatales de Guerrero de 2015                 |
| 2012 | 1 de julio                   | Elecciones estatales de Guerrero de 2012                 |
| 2011 | 30 de enero                  | Elecciones estatales de Guerrero de 2011                 |
| 2009 | 19 de abril                  | Elecciones estatales extraordinarias de Guerrero de 2009 |
| 2008 | 5 de octubre                 | Elecciones estatales de Guerrero de 2008                 |
| 2005 | 20 de febrero / 2 de octubre | Elecciones estatales de Guerrero de 2005                 |
| 2002 | 6 de octubre                 | Elecciones estatales de Guerrero de 2002                 |
| 1999 | 21 de febrero / 3 de octubre | Elecciones estatales de Guerrero de 1999                 |
| 1996 | 6 de octubre                 | Elecciones estatales de Guerrero de 1996                 |
| 1993 | 21 de febrero / 3 de octubre | Elecciones estatales de Guerrero de 1993                 |
| 1989 | 3 de diciembre               | Elecciones estatales de Guerrero de 1989                 |
| 1986 | 7 de diciembre               | Elecciones estatales de Guerrero de 1986                 |
| 1983 | 4 de diciembre               | Elecciones estatales de Guerrero de 1983                 |
| 1980 | 7 de diciembre               | Elecciones estatales de Guerrero de 1980                 |
| 1977 | 4 de diciembre               | Elecciones estatales de Guerrero de 1977                 |
| 1974 | 8 de diciembre               | Elecciones estatales de Guerrero de 1974                 |
| 1971 | 14 de noviembre              | Elecciones estatales de Guerrero de 1971                 |
| 1968 | 3 de noviembre               | Elecciones estatales de Guerrero de 1968                 |
| 1965 | 5 de diciembre               | Elecciones estatales de Guerrero de 1965                 |
| 1962 | 11 de noviembre              | Elecciones estatales de Guerrero de 1962                 |
| 1956 | 28 de octubre                | Elecciones estatales de Guerrero de 1956                 |
| 1947 | 9 de noviembre               | Elecciones estatales de Guerrero de 1947                 |